# Patrick Williams (cestista)
Patrick Lee Williams (Charlotte, 26 agosto 2001) è un cestista statunitense, ala piccola dei Chicago Bulls.

## Carriera

### High school
È cresciuto a Charlotte, nella Carolina del Nord, e ha frequentato la West Charlotte High School. Ha fatto registrare una media di 20,7 punti, 7,7 rimbalzi, 3,7 assist e 2,8 palle rubate nella sua stagione da junior. Ha scelto di giocare a Florida State, scartando le offerte di Arizona, Clemson, Louisville, Maryland, North Carolina State, Ohio State, Texas, Virginia Tech e Wake Forest. Da senior, ha ottenuto una media di 22,1 punti, 9,0 rimbalzi, 2,8 stoppate e 3,1 assist a partita ed è stato nominato giocatore dell'anno della contea di Mecklenburg dal Charlotte Observer mentre guidava i Lions alla vittoria del campionato statale. Ha giocato nel Jordan Brand Classic del 2019. Ha concluso la sua carriera alla scuola superiore con 1.787 punti segnati, 749 rimbalzi e 310 assist in quattro stagioni.

### College
È entrato nel suo anno da matricola valutato come il 21° miglior potenziale per il draft NBA 2020 secondo ESPN. Ha iniziato la stagione come sesto uomo dei Seminoles. Ha segnato 18 punti con quattro rimbalzi contro Western Carolina, prestazione seguita da 16 punti contro Tennessee-Chattanooga. Ha segnato 14 punti e ha catturato nove rimbalzi nella vittoria per 65-59 sul North Carolina. La partita successiva, ha ottenuto 14 punti in una vittoria per 99-81 su Miami (Florida). Ha contribuito con 17 punti e sette rimbalzi nella vittoria per 80-77 su Syracuse il 15 febbraio. È stato inserito nel team ACC All-Freshman e Sixth Man of the Year alla fine della stagione regolare dopo aver segnato una media di 9,2 punti, 4,0 rimbalzi e una stoppata a partita. Dopo la stagione, ha dichiarato la sua eleggibilità per il Draft NBA 2020 insieme al compagno di squadra Devin Vassell.

### NBA

#### Chicago Bulls (2020-)
È stato scelto con la quarta chiamata dai Chicago Bulls al Draft NBA 2020. Il 23 dicembre dello stesso anno ha debuttato in NBA nella partita persa 124-104 contro gli Atlanta Hawks allo United Center, mettendo a referto 16 punti, 4 rimbalzi, un assist, una stoppata e una palla rubata.
Durante la quinta partita della stagione 2021-22 contro i Knicks, ha riportato un infortunio al polso, che lo ha portato a saltare gran parte della stagione, tornando a giocare nelle ultime 11 partite. Il 6 aprile 2022, nell'ultima partita della regular season, contro i Minnesota Timberwolves, ha realizzato il suo career-high mettendo a segno 35 punti.

## Statistiche

### NCAA
| Anno      | Squadra             | PG | PT | MP   | TC%  | 3P%  | TL%  | RP  | AP  | PRP | SP  | PP  |
| --------- | ------------------- | -- | -- | ---- | ---- | ---- | ---- | --- | --- | --- | --- | --- |
| 2019-2020 | Fl. State Seminoles | 29 | 0  | 22,5 | 45,9 | 32,0 | 83,8 | 4,0 | 1,0 | 1,0 | 1,0 | 9,2 |
| Carriera  | Carriera            | 29 | 0  | 22,5 | 45,9 | 32,0 | 83,8 | 4,0 | 1,0 | 1,0 | 1,0 | 9,2 |

#### Massimi in carriera
- Massimo di punti: 18 vs Western Carolina (15 novembre 2019)[1]
- Massimo di rimbalzi: 9 vs North Carolina-Chapel Hill (3 febbraio 2020)
- Massimo di assist: 3 (3 volte)
- Massimo di palle rubate: 3 (3 volte)
- Massimo di stoppate: 4 vs Miami (18 gennaio 2020)
- Massimo di minuti giocati: 32 (2 volte)

### NBA

#### Regular Season
| Anno      | Squadra       | PG  | PT  | MP   | TC%  | 3P%  | TL%  | RP  | AP  | PRP | SP  | PP   |
| --------- | ------------- | --- | --- | ---- | ---- | ---- | ---- | --- | --- | --- | --- | ---- |
| 2020-2021 | Chicago Bulls | 71  | 71  | 27,9 | 48,3 | 39,1 | 72,8 | 4,6 | 1,4 | 0,9 | 0,6 | 9,2  |
| 2021-2022 | Chicago Bulls | 17  | 9   | 24,8 | 52,9 | 51,7 | 73,2 | 4,1 | 0,9 | 0,5 | 0,5 | 9,0  |
| 2022-2023 | Chicago Bulls | 82  | 65  | 28,3 | 46,4 | 41,5 | 85,7 | 4,0 | 1,2 | 0,9 | 0,9 | 10,2 |
| 2023-2024 | Chicago Bulls | 43  | 30  | 27,3 | 44,3 | 39,9 | 78,8 | 3,9 | 1,5 | 0,9 | 0,8 | 10,0 |
| 2024-2025 | Chicago Bulls | 63  | 36  | 25,0 | 39,7 | 35,3 | 72,3 | 3,8 | 2,0 | 0,8 | 0,5 | 9,0  |
| Carriera  | Carriera      | 276 | 211 | 27,1 | 45,2 | 39,2 | 76,9 | 4,1 | 1,5 | 0,8 | 0,7 | 9,6  |

#### Play-off
| Anno     | Squadra       | PG | PT | MP   | TC%  | 3P%  | TL%  | RP  | AP  | PRP | SP  | PP   |
| -------- | ------------- | -- | -- | ---- | ---- | ---- | ---- | --- | --- | --- | --- | ---- |
| 2022     | Chicago Bulls | 5  | 5  | 30,6 | 46,8 | 33,3 | 72,7 | 5,4 | 0,8 | 1,0 | 0,6 | 11,8 |
| Carriera | Carriera      | 5  | 5  | 30,6 | 46,8 | 33,3 | 72,7 | 5,4 | 0,8 | 1,0 | 0,6 | 11,8 |

#### Massimi in carriera
- Massimo di punti: 35 vs Minnesota Timberwolves (10 aprile 2022)[2]
- Massimo di rimbalzi: 14 vs San Antonio Spurs (17 marzo 2021)
- Massimo di assist: 5 vs New York Knicks (14 dicembre 2022)
- Massimo di palle rubate: 4 (4 volte)
- Massimo di stoppate: 4 vs New Orleans Pelicans (9 novembre 2022)
- Massimo di minuti giocati: 41 vs Milwaukee Bucks (28 dicembre 2022)

## Palmarès

### Individuale
- ACC Sixth Man of the Year (2020)
- ACC All-Freshman Team (2020)
- Jordan Brand Classic (2019)

#### NBA
- NBA All-Rookie Second Team (2021)